# عقد 70 ق م
عقد 70 ق م هو عقد امتد بين 31 ديسمبر 79 ق م و1 يناير 70 ق م بحسب التقويم اليولياني البروليبتي (التقويم الميلادي). سبقه عقد 80 ق م ولحقه عقد 60 ق م.

## أحداث
- 73-71 ق.م: اندلاع حرب العبيد الثالثة بقيادة سبارتاكوس، التي شهدت تمرداً واسعاً من العبيد ضد روما.
- 70 ق.م: ألغى القناصل بومبيوس وكراسوس القوانين التي فرضها سولا، مما أعاد التوازن بين السلطة التنفيذية والتشريعية في روما.
- 64 ق.م: بومبيوس الكبير يضم مملكة سوريا إلى الجمهورية الرومانية، مما يعزز من نفوذ روما في الشرق.

## مواليد
- 69 ق.م: مركس بومبيوس الكبير, قائد عسكري روماني، كان أحد "الرجال الثلاثة" الذين حكموا الجمهورية الرومانية.

## كتب
- Yves Denis Papin (1998). Chronologie de l'histoire ancienne. Lieu de publication non identifié: Éditions Jean-paul Gisserot. ISBN:2-87747-346-5. OCLC:40746926. مؤرشف من الأصل في 2022-03-16.
- موسوعة حضارة العالم (2002) لأحمد محمد عوف.

## روابط خارجية
- تصفح سنة بسنة عقد 70 ق م على موقع onthisday.com
- تصفح سنة بسنة عقد 70 ق م ابتداءً من سنة عقد 70 ق م على موقع المكتبة الوطنية الفرنسية
- التسلسل الزمني للتاريخ الحربي قبل الميلاد على موسوعة التاريخ الحربي.